# Territoires australiens de l'océan Indien

Localisation des Territoires australiens de l'océan Indien.

Les Territoires australiens de l'océan Indien sont, depuis 1995, une unité administrative de l'Australie sous le ministère des Infrastructures, des Transports, du Développement régional et du Gouvernement local, composée de deux groupes d'îles de l'océan Indien sous souveraineté australienne :
- l'île Christmas (10° 29′ 06″ S, 105° 38′ 10″ E ), où l'administrateur réside ;
- les îles Cocos (Keeling) (12° 09′ 29″ S, 96° 52′ 12″ E ), où le même officier a également compétence en tant qu'administrateur, mais ne réside pas.

Chacune de ces composantes insulaires a son propre Conseil de comté : le Comté de l'Île Christmas et le Comté de Cocos.
Les Territoires de l'océan Indien ne comprennent pas les îles Ashmore-et-Cartier.

## Examens
En 2004, une revue des territoires a été faite.
En 2012, l'administration a été examinée par des visites et enquête parlementaires australiennes et d'enquête.

## Administrateurs des Territoires australiens de l'océan Indien

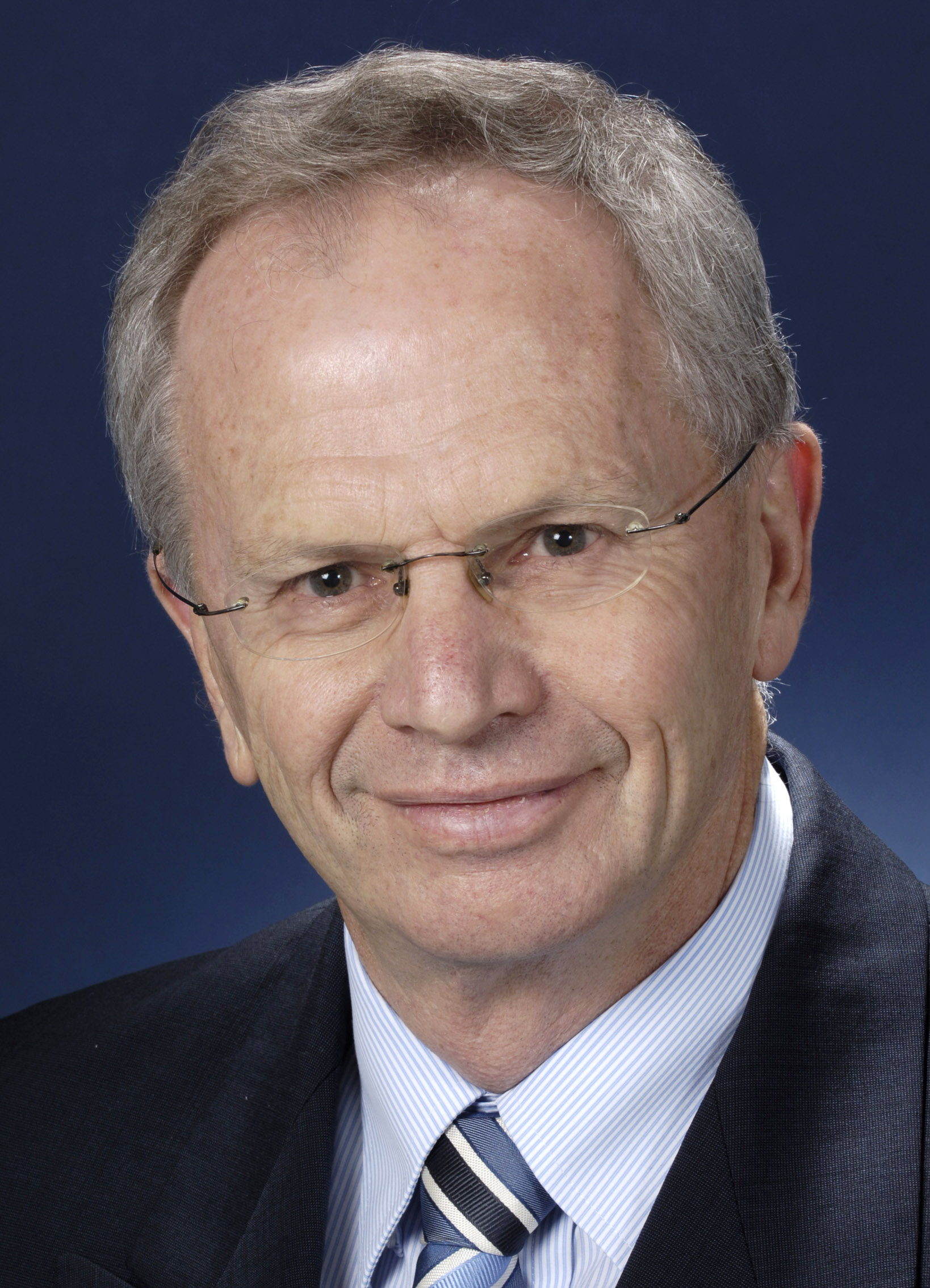
L'administrateur Evan Williams.

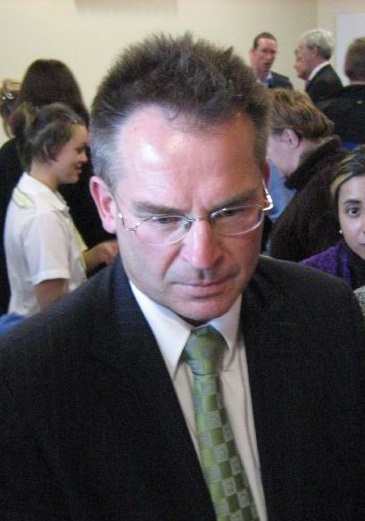
L'administrateur Jon Stanhope.

| №  | Nom                      | A pris le bureau    | Bureau à gauche    |
| -- | ------------------------ | ------------------- | ------------------ |
| 1  | Danny Ambroise Gillespie | Le 1er juillet 1994 | 30 juin 1996       |
| 2  | Ron Harvey               | 1er octobre 1997    | 30 octobre 1998    |
| 3  | Bill Taylor              | 4 février 1999      | 30 juillet 2003    |
| 4  | Evan Williams            | 1er novembre 2003   | Le 31 octobre 2005 |
| 5  | Neil Lucas               | 30 janvier 2006     | 22 février 2008    |
| 6  | Brian Lacy               | 5 octobre 2009      | 5 octobre 2012     |
| 7  | Jon Stanhope             | 5 octobre 2012      | Le 5 octobre 2014  |
| 8  | Barry Haase              | 6 octobre 2014      | 4 octobre 2017     |
| 9  | Natasha Griggs           | 5 octobre 2017      | 4 octobre 2022     |
| 10 | Farzian Zainal           | 19 juin 2023        | Titulaire          |

## Religion
- Les catholiques sont servis sur le plan pastoral par l'archidiocèse catholique de Perth.
- 80 % de la population des îles Cocos (Keeling) sont des Malais musulmans.
- 75 % de la population de l'île Christmas est constituée de Chinois bouddhistes.

## Sources et Liens Externes
- WorldStatesmen - Australie - Îles Cocos (Keeling)
- WorldStatesmen - Australie - Île Christmas